# Pygarctia murina
Pygarctia murina är en fjärilsart som beskrevs av Richard Harper Stretch 1885. Pygarctia murina ingår i släktet Pygarctia och familjen björnspinnare. Inga underarter finns listade.